# Stanisław Iwan
Stanisław Antoni Iwan (ur. 15 czerwca 1949 we Wrocławiu) – polski polityk, inżynier i menedżer, od 2000 do 2001 wojewoda lubuski, senator VII i VIII kadencji.

## Życiorys
Ukończył studia elektryczne na Politechnice Wrocławskiej (1973), następnie uzyskał stopień doktora (1983). Był m.in. dyrektorem Lubuskich Fabryk Mebli w Świebodzinie. W latach 1980–1992 działał w NSZZ „Solidarność”.
W rządzie Jerzego Buzka pełnił funkcję wojewody lubuskiego. Po odejściu z rządu objął stanowisko prezesa Lubuskich Zakładów Energetyki Cieplnej w Zielonej Górze. Od 1996 do 1998 reprezentował Klub Inteligencji Katolickiej w radzie regionalnej Akcji Wyborczej Solidarność. W latach 1998–2003 zasiadał w prezydium zarządu wojewódzkiego Ruchu Społecznego (do 2002 RS AWS), a w 2004 przystąpił do Platformy Obywatelskiej. W 2006 uzyskał mandat radnego sejmiku lubuskiego.
W wyborach parlamentarnych w 2007 z ramienia PO został wybrany na senatora VII kadencji w okręgu lubuskim, otrzymując 136 153 głosy. W wyborach parlamentarnych w 2011 również jako kandydat PO został ponownie wybrany do Senatu VIII kadencji w okręgu wyborczym nr 20, otrzymując 53 489 głosów. 21 lipca 2015 złożył rezygnację z członkostwa w PO i klubie parlamentarnym tej partii.
W wyborach w tym samym roku bezskutecznie startował do Senatu z ramienia Prawa i Sprawiedliwości jako kandydat Polski Razem, do której wkrótce wstąpił (w listopadzie 2017 partia ta przekształciła się w Porozumienie). W 2016 powołany na wiceprezesa Kostrzyńsko-Słubickiej Specjalnej Strefy Ekonomicznej. W wyborach w 2019 ubiegał się o mandat poselski. W sierpniu 2021 wystąpił z Porozumienia.

## Odznaczenia
W 2007 otrzymał Brązowy Krzyż Zasługi, w 2021 odznaczony Krzyżem Kawalerskim Orderu Odrodzenia Polski. W 2009 wyróżniony Odznaką Honorową za Zasługi dla Województwa Lubuskiego.